# Ішкашимці
Ішкашимі (самоназва ішкошімі, ішкошумі або ішкашимці) — один з памірських народів.
Живуть в Горно-Бадахшанській автономній області Таджикистану (переважно в кишлаках Рин і Сумчін в районі смт. Ішкашим в Ішкашимський районі ГБАО) і в Афганістані (на лівобережжі верхів'їв річки Пяндж в Афганському Бадахшані, в районі Санглічу, де виділяються санглічці, що говорять на сангліцькій мові (діалекті)).
Чисельність близько 1 500 осіб.
Розмовляють на ішкашимській мові. Поширені також таджицька та російська, фарсі. Ішкашимська мова відноситься до східно-іранської гілки іранської групи індоєвропейської мовної родини.
Віруючі — мусульмани-шиїти (ісмаїліти).